# Wilhelm Heile
Wilhelm Heile (né le 18 décembre 1881 à Diepholz et mort le 17 août 1969 in Harpstedt) est un homme politique allemand (FVP, DDP, FDP, DP).

## Biographie
Après le diplôme d'études secondaires externe à Emden, Heile, qui est de confession protestante, étudie l'ingénierie mécanique au TH de Hanovre à partir de 1905, mais est expulsé en 1905 en raison de son implication dans l'Association des clubs d'étudiants allemands. Au semestre d'été de 1903, il est représentant du VDSt dans la branche locale de Hanovre de l'Association panallemande . À partir de 1905, il travaille comme éditeur au Danziger Allgemeine Zeitung. En octobre de la même année, il est passé au National-Zeitung à Berlin. De 1906 à 1908, il est rédacteur en chef de Deutschen Hochschule. Pendant la Première Guerre mondiale, Heile sert dans le 92e régiment d'infanterie de réserve en 1914/15. De 1912 à 1919, il est le principal rédacteur en chef de l'hebdomadaire Die Hilfe, où il travaille avec son fondateur Friedrich Naumann et parfois avec Theodor Heuss. Après la mort de Naumann en 1919, il prend également la direction du magazine. Il est membre de la Société pour la promotion de la colonisation interne.
Après la Première Guerre mondiale, Heile est le premier recteur de la Staatsbürgerschule, que Naumann a fondée à Berlin en 1918 et de laquelle est née en 1920 la Deutsche Hochschule für Politik, où il enseigne les sciences politiques jusqu'en 1933.
Lors d'une conférence parlementaire internationale à Vienne en 1922, Heile appelle à la création des États-Unis d'Europe. Aux côtés du comte Richard Nikolaus Coudenhove-Kalergi, il est devenu l'un des champions les plus actifs d'une Europe commune. Heile est rapidement devenu l'un des critiques les plus acerbes du comte: il critique son style de leadership autoritaire («les désirs napoléoniens de la dictature»; le comte se sent «comme un dieu» qui «ne tolère aucun autre dieu à côté de lui»).
Libéré de tous ses emplois en 1933, Heile s'essaye d'abord à l'agriculture en Basse-Lusace. De 1936 à 1941, il travaille comme traducteur et éditeur; puis il déménage à Colnrade dans l'arrondissement du comté de Hoya (de). Après la Seconde Guerre mondiale, il est le premier président de la nouvelle Europa-Union.
Heile est le frère aîné du directeur des Archives économiques mondiales de Hambourg (de), Paul Heile (de).
La Wilhelm-Heile-Strasse à Syke porte son nom.

## Parti
Heile appartient au Parti populaire progressiste de l'Empire allemand et de 1910 à 1912, il est secrétaire général de son association provinciale de Hanovre. En 1918, il participe à la fondation du Parti démocrate allemand (DDP).
En 1945, Heile fonde le Parti démocrate à Syke. Puis il est l'un des fondateurs du FDP en Basse-Saxe. Lors de la réunion de fondation du FDP dans la zone d'occupation britannique, il est élu président le 8 janvier 1946 à Opladen. Sur la base du programme provisoire, les directives Syker dont il est chargé de la rédaction, l'association de zone FDP est fondée le 14 février 1946 et approuvé par les forces d'occupation britanniques. Il poursuit une politique d'unification de tous les partis bourgeois dans la zone d'occupation britannique parce qu'il pense que c'est la seule façon de tenir tête aux partis de gauche SPD et KPD.« Es liegt aber tatsächlich so, daß es, wenn man den Dingen auf den Grund geht, heute nur 2 Parteien gibt oder geben darf: die Partei des sozialistischen Zwangsstaates, der notwendig in der Diktatur des Proletariats enden muß, und die Partei einer freiheitlichen Staatlichkeit. »À cette fin, peu de temps après son élection, il prend contact avec la CDU et le parti d'État de Basse-Saxe (NLP) et rencontre - avec Friedrich Middelhauve (de) - Konrad Adenauer en mars 1946. Après l'échec d'une fusion avec la CDU en raison de divergences irréconciliables sur la question de l'influence du christianisme sur la politique, Heile intensifie ses contacts avec le NLP. Cependant, il s'heurte à une résistance au sein du comité exécutif de zone du FDP, qui relève les exigences d'une fusion avec la NLP à un niveau si élevé qu'elles sont pratiquement inacceptables pour la NLP. Avant le premier congrès régulier du FDP dans la zone d'occupation britannique, le poste de président du parti est introduit à l'initiative des opposants à Heile au conseil exécutif. Heile est ensuite élu à cette fonction non influente lors du congrès du parti à Bad Pyrmont le 19 mai 1946. Les délégués ont ensuite élu le précédent député, Franz Blücher, comme président, qui en réalité détermine la politique du parti. Peu de temps après le congrès du parti, le conseil exécutif révoque le mandat de Heile pour les négociations avec le NLP et, le 30 mai 1946, ils chargèrent un groupe de trois personnes dirigé par Otto Heinrich Greve (de), un opposant strict à la fusion du parti, de mener les négociations, qui sont ensuite déclarées définitivement ratées après un seul tour le 18 juin 1946. Après d'autres différends internes au parti et diverses procédures d'arbitrage, Heile rejoint finalement le Parti d'État de Basse-Saxe en mars 1947, qui est rebaptisé le Parti allemand en juin 1947.

## Parlementaire
Heile est conseiller municipal de Schöneberg depuis 1917. En 1919/20, il est membre de l'Assemblée nationale de Weimar. Il est alors membre du Reichstag jusqu'en 1924.
Après la Seconde Guerre mondiale, Heile est député du Landtag de l'État de Hanovre. En 1947, il est élu au premier Landtag de Basse-Saxe dans la 11e circonscription, dont il sera membre jusqu'en 1951. Le Landtag l'a élu membre de la première assemblée fédérale, qui a élu Theodor Heuss comme premier président fédéral en 1949. Depuis 1946, il est membre du Conseil consultatif pour la zone d'occupation britannique. En 1948/49, il est membre du Conseil parlementaire.

## Autres mandats
Heile est maire de Colnrade d'avril à mai 1945, puis administrateur de district dans l'arrondissement du comté de Hoya (de) jusqu'en 1948. Il est vice-premier ministre du 23 août au 23 novembre 1946, et à partir du 24 septembre 1946, il est également ministre des transports de l'État de Hanovre.

## Publications
- Student und Politik. In: Akademische Blätter (de). Jahrgang 1905/06, S. 185–187.
- mit Walther Schotte (de): Der Deutsche Volksstaat, Schriften zur Inneren Politik. 1917.
- Nationalstaat und Völkerbund. Gedanken über Deutschlands europäische Sendung. Halberstadt 1926.
- Europäische Cooperation. Berlin 1929.
- Das Problem gerechter Grenzen zwischen den Staaten. Hensel, Berlin 1929.
- Abschied von der FDP. Syke 1947.